# Каугава (аеродром)

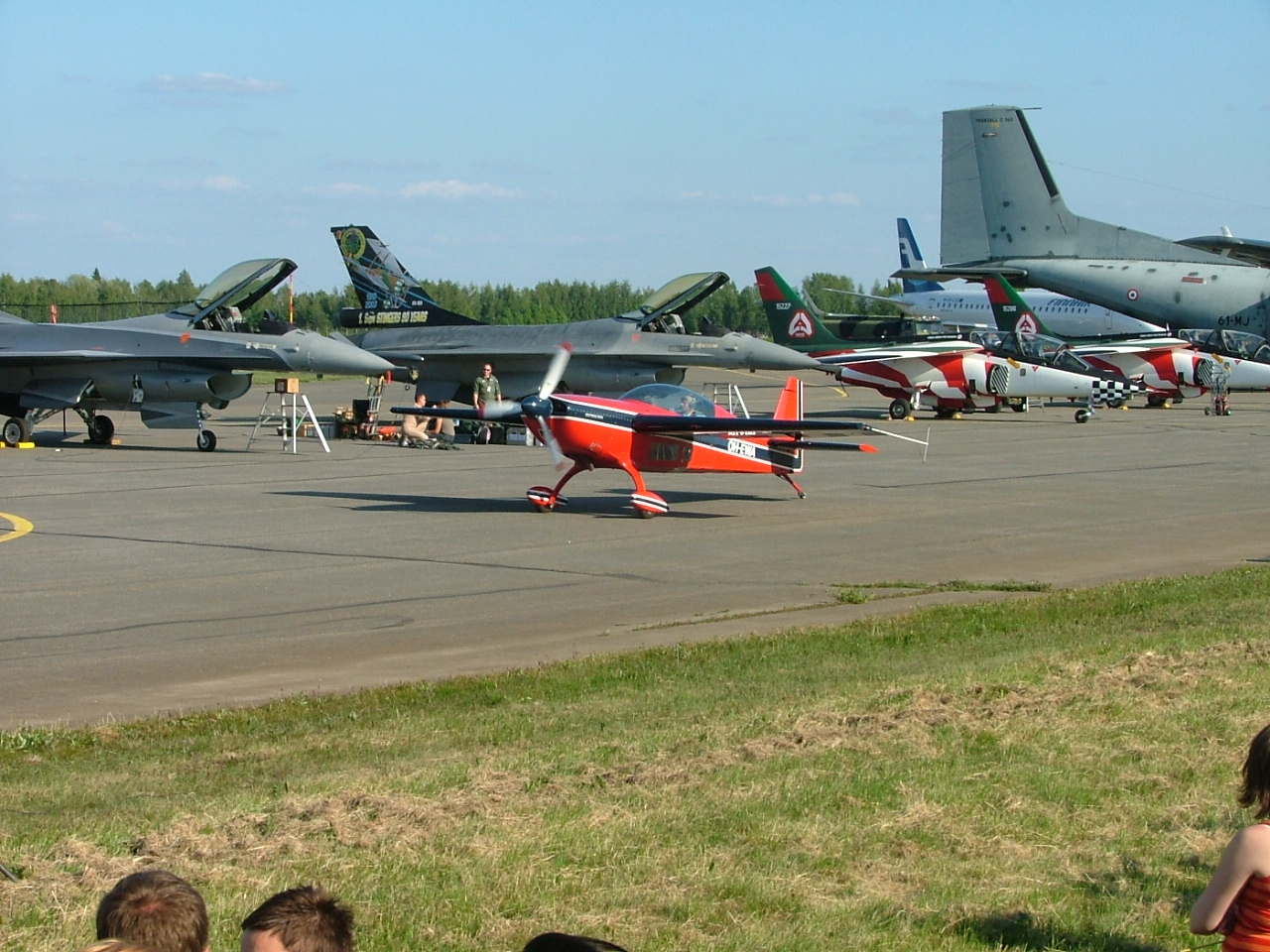
Літаки на авіашоу Midnight Sun в аеропорту Каугава в 2007 році

Аеродром Каугава (IATA: KAU, ICAO: EFKA) (фін. Kauhavan lentoasema) — аеродром, розташований в Фінляндії, в місті Каугава, на відстані 3 км на північ від центру міста Каугава.
Аеродром використовується як військово-повітряна база, належить і управляється Finavia. В аеропорту було засноване і діє навчальне авіакрило ВПС Фінляндії.